# Kyberlidé

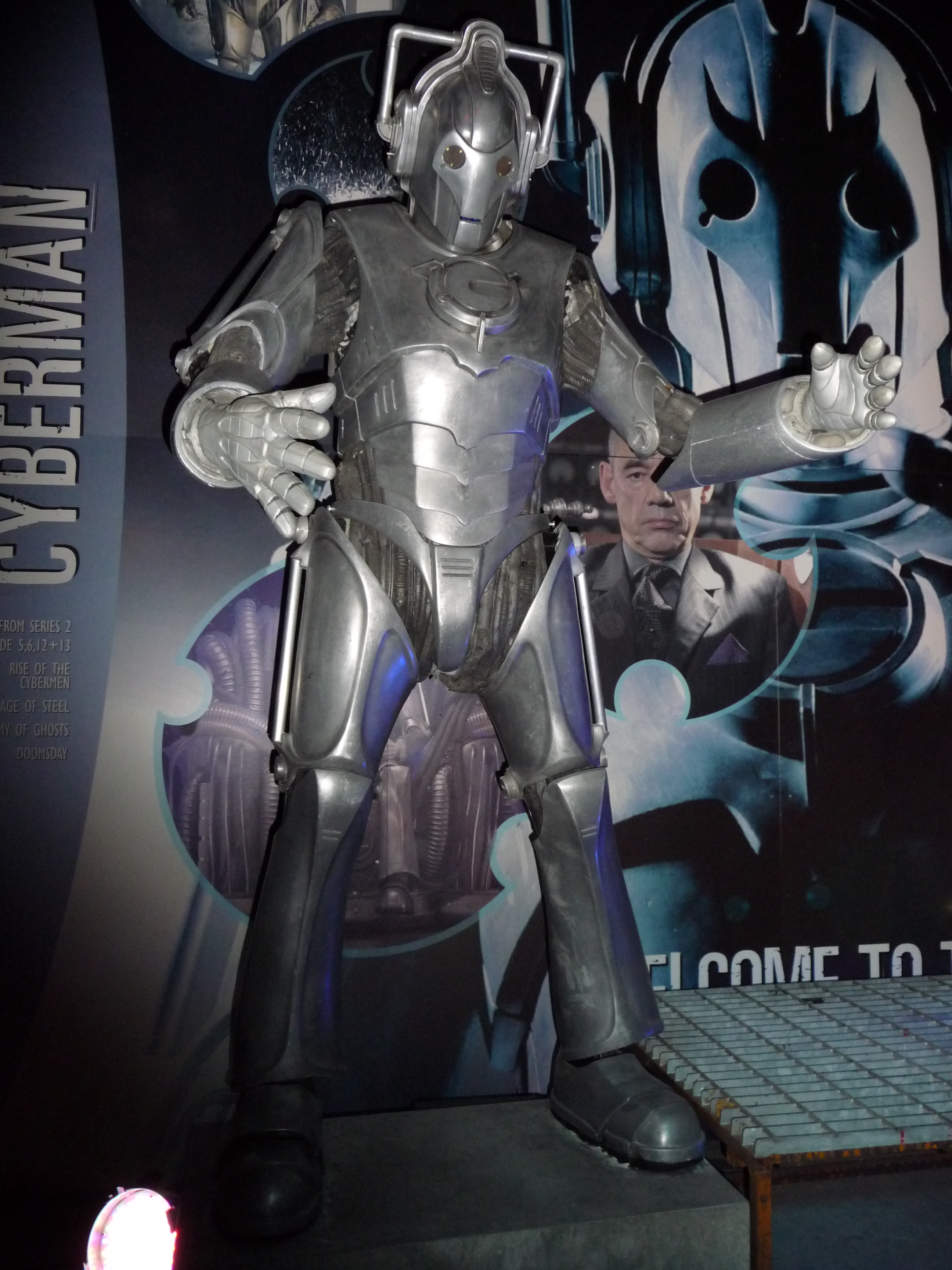
Kyberčlověk (v originále Cyberman)

Kyberlidé (v originále Cybermen) jsou fiktivní rasa kyborgů v britském sci-fi seriálu Pán času. Provází seriál už od prvního Doktora a jsou to stále vracející se nepřátelé. 
Původně se Kyberlidé objevili v epizodě Desátá planeta. Kyberlidé byli původně zcela organické druhy humanoidů pocházející z dvojčete Země, planety Mondas, které začaly implantovat více a více umělých částí do svých těl jako prostředek sebezáchovy. To vedlo k více strojovému myšlení a zbavení se všech emocí. Byli vytvořeni Dr. Kitem Pedlerem (neoficiální vědecký poradce) a Gerrym Davisem v roce 1966. V této epizodě na vyčerpání při boji s nimi zemřela první inkarnace Doctora, kterou hrál William Hartnell. S Kyberlidmi dále bojovali všichni Doktoři, kromě třetího, osmého, válečného, a devátého.
V obnoveném seriálu, tedy po roce 2005, se Kyberlidé vrátili jako stvoření z paralelního vesmíru. Objevili se v roce 2006 ve dvoudílném příběhu, Vzestup Kyberlidí a Věk oceli. Opravdový návrat Kyberlidí z našeho vesmíru se stal až v roce 2013 v epizodě Noční můra ve stříbrné, kde jsou technologicky pokročilí Kyberlidé schopni okamžitě upgradovat a opravit své chyby a slabé stránky. V roce 2014 se objevili v epizodě Temná voda nebo ve spin-offu Pána času Torchwood ve čtvrté epizodě, Kyberžena (2006).